# Lluna de mel mortal
Lluna de mel mortal (originalment en anglès, Deadly Honeymoon) és un telefilm estatunidenc dirigit per Paul Shapiro. Es va estrenar el 25 d'abril de 2010 a Lifetime Movie Network. El 30 de juliol de 2022 es va estrenar el doblatge en català oriental a TV3. També es va editar una versió en valencià per a À Punt, que va emetre-la el 24 de setembre del mateix any.

## Sinopsi
La Lindsay i en Trevor són una parella que es casa a Hawaii i s'embarca en un creuer de lluna de mel que els ha de dur fins a Tahití. Els noucasats discuteixen sovint, una situació que es veu agreujada quan en Trevor es fa amic de tres nois hongaresos. Una nit, el jove està més interessat a anar de festa que a estar amb la seva dona, que se sent sola i abandonada. L'endemà, la Lindsay apareix desorientada en un passadís, sense cap record de la nit anterior, i en Trevor no dona senyals de vida. S'inicia una cerca, però el nuvi no és al vaixell i se sospita que ha caigut per la borda durant la nit en circumstàncies sospitoses.

## Repartiment
- Summer Glau: Lindsey Ross Forrest[4]
- Chris Carmack: Trevor Forrest[4]
- Zoe McLellan: Gwen Merced[4]
- Erik Palladino: Alan Sherrick
- Mark Harelik: Capità del vaixell
- Emily Foxler: Kim
- Adam Tsekhman: Ben
- Peter Katona: Luka
- Sergey Russu: Max
- Michael Cowell: Joel Ross
- Traci Burgard: Marti Ross
- Tom Holowach: Aaron Forrest
- Haley Williams: Chloe
- Tiffany Hofstetter: Shanna
- Joah Buley: Chad
- Kawika Smith: Ricky
- Peter Stray: Gerard
- Dan Cooke: Periodista
- Jason Quinn: Agent de seguretat
- Jayson Kalani: Aixecador
- Christina Souza: Guàrdia de seguretat
- Josh Lang: Pilot d'helicòpter
- Keahi Tucker: Portaveu de la cadena de vaixells